# Некрасов Петро Михайлович
Петро Михайлович Некрасов (1898, Орловська губернія — 1941) — радянський залізничник, начальник Білоруської та Південно-Західної залізниць.

## Біографія
Учасник Першої світової та Громадянської воєн.
Трудову діяльність розпочав списувачем вагонів на залізничній станції Орел. У 1922—1938 роках — відмітник вагонів, конторник-розподільник руху, запасний агент на станції Орел; молодший, старший помічник начальника станції, заступник начальника з технічної частини, заступник начальника, в. о. начальника станції Орел Московсько-Курської залізниці; начальник служби руху дороги імені Дзержинського.
Член ВКП(б).
У травні 1938 — жовтні 1940 року — начальник Білоруської залізниці у місті Гомелі.
У жовтні 1940 — 1941 року — начальник Південно-Західної залізниці у місті Києві.
Загинув на початку німецько-радянської війни.

## Нагороди
- орден Трудового Червоного Прапора (23.11.1939)